# Henry Miers Elliot

Henry Miers Elliot

Henry Miers Elliot (* 1808; † 20. Dezember 1853) war ein britischer Kolonialbeamter in Indien und Historiker, der eine Geschichte der mohammedanischen Epoche Indiens (siehe Islamische Reiche und Mogulzeit) verfasste, wie sie von Indiens eigenen Historikern wiedergegeben wurde. Die erste Auflage dieses vielbeachteten Werkes wurde zwischen 1867 und 1877 postum in acht Bänden von John Dowson herausgegeben.

## Werke
- Henry Miers Elliot & John Dowson: The History of India, as Told by Its Own Historians. The Muhammadan Period. Vol. 1–8 Low Price Publications Delhi 1990
- The history of India: as told by its own historians; the Muhammadan period. Ed. from the posthumous papers of the late H. M. Elliot. Frankfurt am Main: Institute for the History of Arabic-Islamic Science at the Johann Wolfgang Goethe Univ., 1997
- Bibliographical index to the historians of Muhammedan India: in 4 Volumes. Calcutta: Printed by J. Thomas, Baptist Mission Press. Sold in London by Wm. H. Allen and Co., 1849ff.
- Memoirs on the history, folk-lore and distribution of the races of the North Western provinces of India. Being an ed. of Suppl. Glossary of Indian terms. London 1869
- Supplement to Elliot and Dowson's History … / Khaliq Ahmad Nizami, Bd. 3: The Khaljis and the Tughluqs 1981
- Supplement to Elliot and Dowson's History … / Khaliq Ahmad Nizami, Bd. 2: Ghaznavids and the Ghurids. Rev. and enl. version of the original as appeared in 1952. - 1981